# Helge Boberg
Carl Gustaf Helge Boberg, född 19 maj 1875 i Tofteryds församling, Jönköpings län, död 20 augusti 1931 i Säter, var en svensk psykiater.
Boberg avlade studentexamen i Jönköping 1894, medicine kandidat 1903 vid Karolinska institutet i Stockholm och medicine licentiat 1913 vid Lunds universitet. Efter en rad förordnanden som amanuens, biträdande läkare och underläkare vid Växjö och Lunds hospital 1905–11 var han t.f. biträdande läkare vid Lunds hospital 1911–13, biträdande hospitalsläkare där 1914–15, hospitalsläkare vid Säters hospital 1915–20 och överläkare där från 1921 samt från 1930 tjänstledig från denna befattning på grund av sjukdom.